# Palacio de Valle
Le Palacio de Valle est un ancien palais du XXe siècle, style mauresque, roman, gothique et vénitien de la ville de Cienfuegos à Cuba. Ce palais est actuellement un hôtel restaurant. 

## Historique
Le palais Del Valle se situe dans le quartier de Punta Gorda de la ville de Cienfuegos à Cuba. Il est construit en 1917 par un milliardaire marchand de sucre espagnol Oclico del Valle Blanco.